# Dassault Falcon 6X
Il Dassault Falcon 6X è un business jet di alta gamma, bigetto monoplano ad ala bassa, in fase di sviluppo dall'azienda aeronautica francese Dassault Aviation dal 2018.

## Storia del progetto
Modello appartenente alla famiglia dei Falcon, questo bireattore si presenta come un modello ingrandito, anche per via della fusoliera più larga, del Falcon 2000, anch'esso bimotore. L'aereo è stato annunciato 28 febbraio 2018, in sostituzione del Dassault Falcon 5X (programma abbandonato nel dicembre 2016), del quale il Falcon 6X riprende le dimensioni e le caratteristiche principali, adottando però due nuovi motori Pratt & Whitney Canada PW812D da 58-62 kN ciascuno.
Il 10 marzo 2021, alle ore 14:45, decollando dall'aeroporto di Mérignac, alla periferia di Bordeaux, il prototipo del Falcon 6X ha effettuò il suo primo volo. Ai comandi vi erano i collaudatori interni Bruno Ferry e Fabrice Valette che fecero salire il jet fino a 40.000 piedi, spingendolo fino alla velocità di Mach 0.80, ovvero la sua velocità di crociera commerciale. Contestualmente, fu comunicato che il jet sarebbe stato in grado di percorrere 10.000 chilometri senza scalo con consumi ridotti al minimo, e che le successive fasi dei test si sarebbero svolte a Istres sulle Bouches-du-Rhône.
Nell'agosto 2023 l'aereo ha conseguito la certificazione EASA/FAA. Il costo del velivolo, pronto al servizio sarà di 53,8 milioni di dollari. A fine dicembre dello stesso, il quarto esemplare ha iniziato un giro di presentazioni a potenziali clienti, atterrando in 49 aeroporti di 15 nazioni europee.
Il Falcon 6X, inoltre, ha dimostrato le sue eccellenti capacità in un volo di trasferimento con il solo equipaggio da Parigi a São Paulo, in Brasile. Volando in 12 ore e 43 minuti in presenza di un forte vento contrario, l'aereo ha raggiunto la quota di 43.000 piedi mantenendo la velocità di crociera di Mach 0,8, riuscendo a coprire la tratta di 5.646 miglia nautiche superando il previsto raggio d'azione di 5.500 nm (12.000 km); atterrando, poi, con più carburante di risperva rispetto alla quantità minima richiesta.

## Utilizzatori

### Civili
Svizzera
- Cat Aviation

1 Falcon 6X consegnato il 21 febbraio 2024.
- TAG Aviation

1 Falcon 6X ordinato, con consegna prevista per il 2025.

### Militari
Irlanda
- Aer Chór na hÉireann

1 Falcon 6X ordinato il 18 dicembre 2024.